# HTV-1
L'HTV-1 è stata una missione di rifornimento della Stazione spaziale internazionale con la navetta giapponese H-II Transfer Vehicle, che ha effettuato il suo volo inaugurale. La prima missione è stata lanciata il 10 settembre 2009 dalla piattaforma 2 del complesso di Yoshinobu del Centro spaziale di Tanegashima e ha raggiunto la stazione spaziale il 18 settembre. Il 31 ottobre, dopo 52 giorni, è stato effettuato l'unberthing dalla stazione e si è distrutta nel rientro atmosferico il giorno successivo, come programmato.

## Scopo
La missione aveva due obiettivi principali. Il primo era il trasporto di rifornimenti alla stazione spaziale e il secondo era la dimostrazione delle funzionalità e delle operazioni del veicolo. Per questo motivo la navetta che ha svolto la missione era chiamata "Technical Demonstration Vehicle". In particolare sono state verificate le seguenti funzionalità:
- il rendez vous con la stazione spaziale
- la sicurezza e il controllo di volo della navetta
- la durabilità e la robustezza della navetta in orbita terrestre
- le funzionalità dei sistemi relativi alla propulsione e all'avionica
- l'aggancio sicuro della sezione pressurizzata della navetta durante la permanenza alla stazione

## Missione

### Carico della missione
Il carico della navetta era di circa 4500 kg
Vano pressurizzato (3600 kg)
- 7 HTV Resupply Rack (HRR)
- un Pressurized Stowage Resupply Rack (PSRR)

Vano non pressurizzato (900 kg)
- Superconducting Submilimeter-Wave Limb-Emission Sounder (SMILES)
- HICO-RAIDS Experiment Payload

#### Esperimenti scientifici
Il carico non pressurizzato conteneva l'equipaggiamento relativo a due esperimenti per l'Exposed Facility del laboratorio Kibo.
- Superconducting Submilimeter-Wave Limb-Emission Sounder (SMILES). Questo esperimento consisteva nello studio della stabilità e della rigenerazione dell'ozono stratosferico.[3][4][5] Inoltre era in grado di misurare la densità del vapore acqueo e l'umidità della troposfera superiore. Alcuni modelli atmosferici hanno previsto la rigenerazione dei livelli globali di ozono attorno alla metà del 21 secolo. Tuttavia permangono considerevoli incertezze sulle quantità di cloro e bromo, che creano reazioni distruttive per l'ozono. L'esperimento SMILES ha contribuito allo studio di questi processi chimici, come la misurazione dei composti del cloro attorno al Polo Nord.[3][4] L'osservazione dell'atmosfera terrestre è iniziata il 12 ottobre 2009 ed è durata sei mesi, fino alla rottura di un componente dello strumento il 21 aprile 2010[3]. SMILES ha rilevato una debole radiazione proveniente dai componenti atmosferici nella regione con lunghezze d'onda comprese tra 0,46 e 0,48 mm. Lo spettro della radiazione ha permesso di rilevare le linee spettrali corrispondenti alle varie specie molecolari e la loro abbondanza[3].
- HICO-RAIDS Experiment Payload (HREP). Questo esperimento era costituito da due sensori: lo Hyperspectral Imager for the Coastal Ocean (HICO) e il Remote Atmospheric and Ionospheric Detection System (RAIDS). HICO utilizzava la tecnica di imaging iperspettrale per analizzare le coste oceaniche. Impiegava 128 bande spettrali di lunghezza d'onda da 353 a 1080 nm con risoluzione spettrale di 5,7 nm per produrre immagini che rappresentano un'area di 50 x 200 km, con risoluzione di 90 m[6][7]. È stato utilizzato per 5 anni, fino al settembre 2014, raccogliendo più di 10 mila immagini[7]. In questo periodo ha analizzato l'ecologia del fitoplancton[8][9], ha rilevato le fioriture di alghe tossiche[10], ha misurato la batimetria delle zone con acque poco profonde[11][12], ha analizzato la fotochimica della materia organica disciolta colorata (coloured dissolved organic matter, CDOM)[13], ha monitorato la qualità dell'acqua[14] e ha creato mappe di terreni con indicato il tipo di vegetazione[15]. Lo strumento è stato anche utilizzato per analizzare la perdita di greggio dalla piattaforma Deepwater Horizon nell'aprile 2010[16]. Il Remote Atmospheric and Ionospheric Detection System (RAIDS) era un insieme di otto sensori, una evoluzione di quelli utilizzati nel satellite NOAA TIROS-J lanciato nel 1993. I sensori coprivano complessivamente lo spettro compreso tra 55 e 870 nm, e lo scopo primario[17] era l'analisi dei principali componenti, della temperatura della termosfera inferiore e la misurazione della luminescenza atmosferica (airglow) su diverse lunghezze d'onda[17].

### Pre-lancio
L'HTV è stato trasportato via nave dal porto di Tsuchiura ed è giunto al porto di Shimama il 22 aprile. È arrivato al centro spaziale di Tanegashima il 23 aprile. Dopo i controlli successivi al trasporto sono iniziate le operazioni di carico dei materiali da conferire alla stazione spaziale.
I rifornimenti, come cibo e vestiti, sono stati caricati in contenitori detti Cargo Transfer Bags (CTS) i quali sono stati installati nei Resupply Racks (HRR) all'interno del vano pressurizzato. Il vano non pressurizzato è stato caricato con gli Exposed Pallets contenenti l'equipaggiamento relativo ai due esperimenti SMILES e HREP. Gli Exposed Pallets sono strutture che contengono gli esperimenti da esporre nel componente Exposed Facility del laboratorio Kibo.
Il 24 giugno i moduli Logistic Carrier contenenti il carico della missione sono stati collegati ai moduli relativi all'avionica e al sistema di propulsione. 
L'11 luglio si sono completati i test completi del lanciatore HII-B, il 21 agosto l'HTV è stato collegato al Payload Attach Fitting (PAF), il componente che consente l'installazione del veicolo sul lanciatore e il 30 agosto l'HTV è stato trasportato al Vehicle Assembly Building. 

### Cronologia

#### 10 settembre (lancio)
Il 10 settembre alle 17:01 UTC il lanciatore ha effettuato regolarmente il decollo dalla piattaforma di lancio 2 del complesso di lancio di Yoshinobu del Centro spaziale di Tanegashima. Sei minuti dopo il lancio il primo stadio si è spento e separato dal secondo stadio, che ha acceso il propulsore per raggiungere l'orbita. Alle 17:16 è terminata l'accensione del secondo stadio ed è avvenuta la separazione dell'HTV.

#### 12 settembre
Durante il secondo giorno di missione, l'HTV ha effettuato la prima manovra di rendez vous aumentando l'altitudine orbitale. 

#### 13 settembre
Durante il terzo giorno sono iniziati i test delle funzionalità dei sistemi. In particolare è stato provato il sistema chiamato Collision Avoidance Maneuver (CAM), che permette alla navetta di compiere manovre in caso di emergenza durante la fase finale del rendez vous con la stazione. I test hanno avuto esito positivo, e hanno dimostrato che l'HTV può allontanarsi in sicurezza dalla stazione spaziale in caso di emergenza.

#### 15 settembre

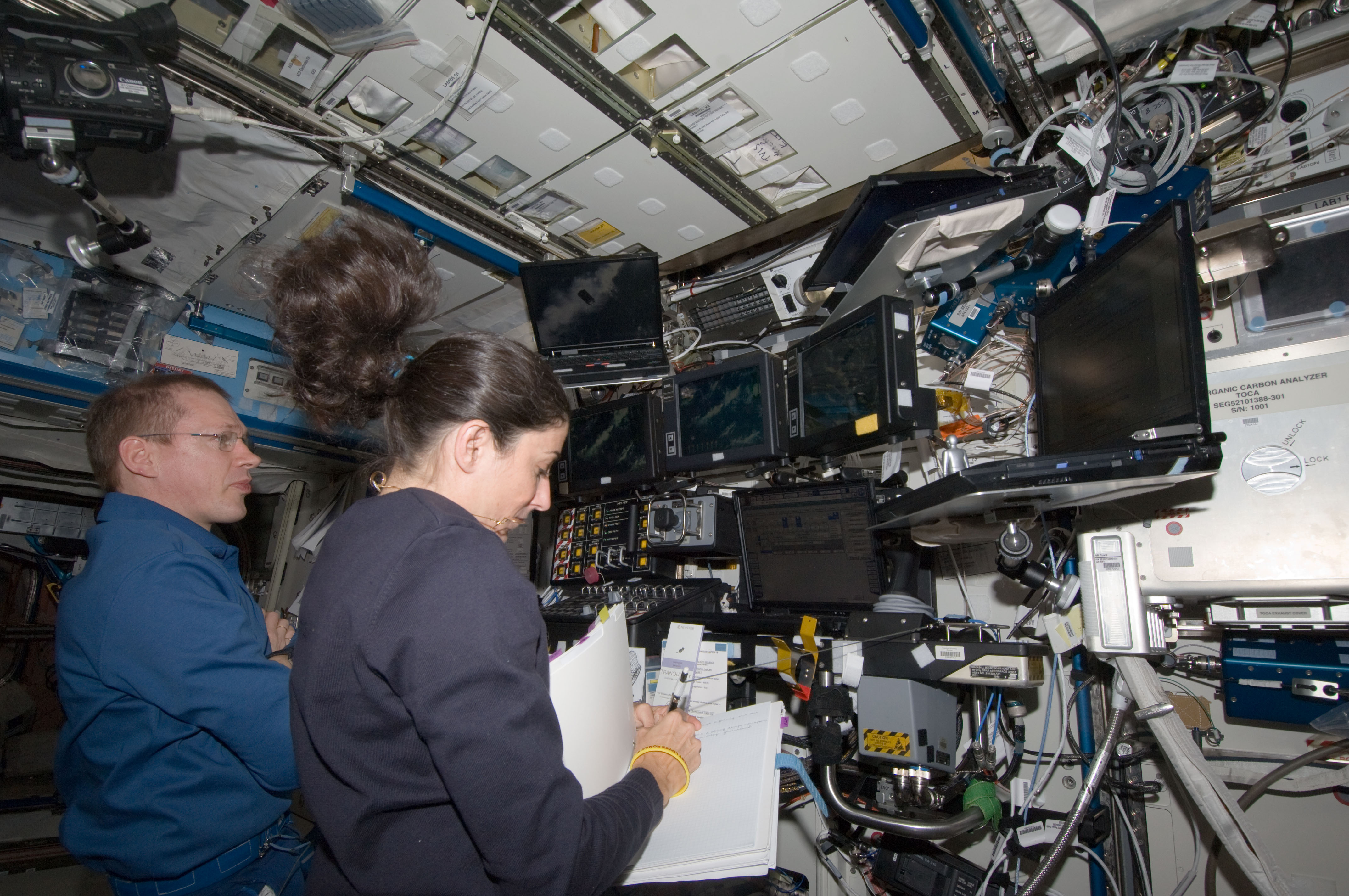
Gli astronauti Nicole Stott e Frank De Winne monitorano l'avvicinamento della navetta

Mentre l'HTV continuava ad avvicinarsi alla stazione, i membri dell'equipaggio hanno condotto le operazioni preparative per l'arrivo della navetta, tra cui la configurazione del Common Berthing Mechanism (CMB) nel portello di nadir (il lato rivolto verso la Terra) del modulo Harmony, il portello di aggancio dell'HTV, e condotto delle esercitazioni con il braccio robotico della stazione che avrebbe effettuato la procedura di berthing della navetta. 

#### 16 settembre
Il Mission Management Team ha approvato l'avvicinamento finale dell'HTV alla stazione.

#### 17-18 settembre
La navetta ha effettuato la prima manovra di avvicinamento, chiamata Height Adjustment Maneuver (HAM), portandosi su un'orbita quasi circolare con apogeo a 324 km e perigeo a 305 km. Dopo la seconda manovra HAM, è giunta ad una distanza di 23 km dalla stazione. In quella posizione ha avviato le comunicazioni radio con la stazione spaziale tramite il sistema Proximity Communication System (PROX) installato sul laboratorio Kibo. 
Il 18 settembre ha completato l'ultima manovra HAM, ed è arrivato a 5 km di distanza dalla stazione, punto di inizio delle operazioni finali. 

#### 18 settembre

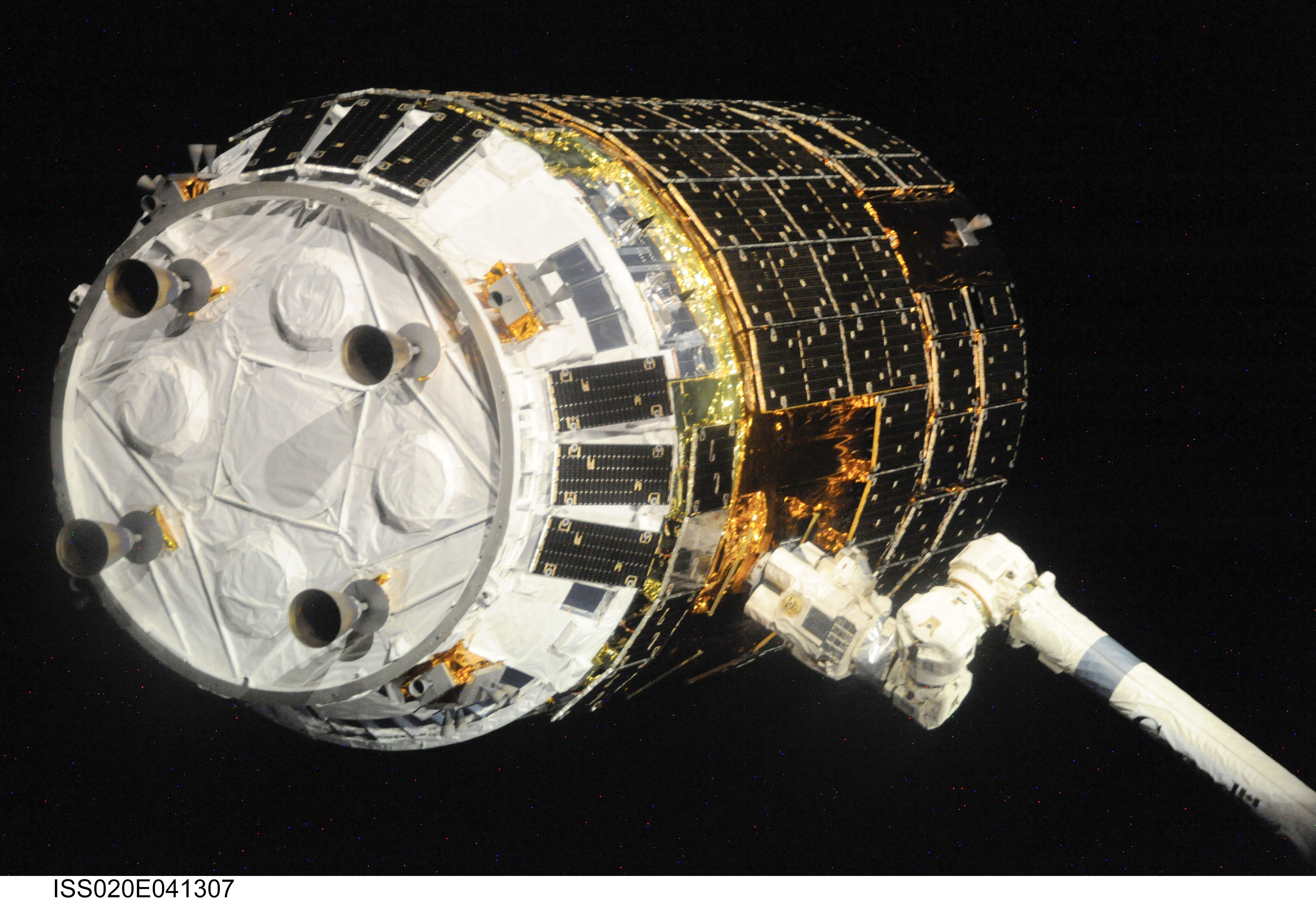
La navetta agganciata al braccio robotico della stazione spaziale

L'HTV ha continuato il suo avvicinamento fino a giungere al punto di berthing situato a 10 metri dalla stazione. In quella posizione, l'equipaggio della ISS ha inviato il comando per disattivare i propulsori. 
Successivamente è stato agganciato dal braccio robotico della stazione (SSRMS), manovrato dagli astronauti Nicole Stott e Frank De Winne, appartenenti alla Expedition 20. Alle 06:41 JST sono iniziate le operazioni di berthing tramite il braccio robotico, cha ha portato la navetta in prossimità del portello di attracco, e si sono concluse alle 10:49 JST.

#### 21 settembre
Nel 12º giorno (21 settembre) sono iniziate le operazioni di trasferimento del carico tra il modulo pressurizzato e la stazione.

#### 23 settembre

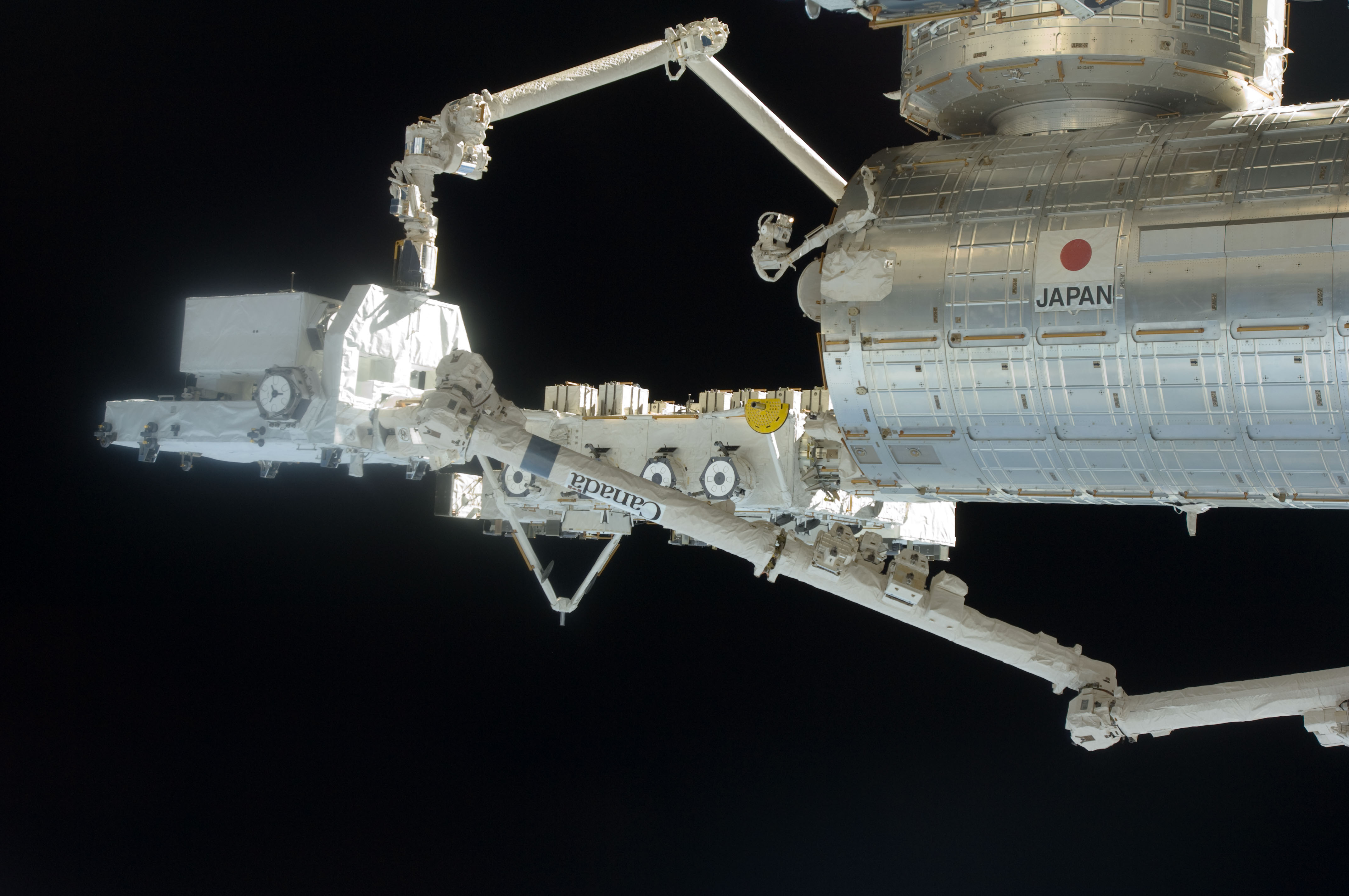
L'Exposed Pallet viene installato sull'Exposed Facility del laboratorio Kibo attraverso i bracci robotici SSRMS e JEM RMS

Nel 14º giorno (23 settembre) è stato rimosso l'Exposed Pallet (EP) dal modulo non pressurizzato Unpressurized Logistics Carrier (ULC) tramite l'SSRMS ed è stato passato al braccio robotico del laboratorio Kibo (JEM RMS) che lo ha installato sull'Exposed Facility (JEM EF) del laboratorio Kibo.

#### 24 settembre
Il 24 settembre l'esperimento HREP è stato rimosso dal EP attraverso il JEM RMS e installato sull'EF. Il JEM RMS ha agganciato SMILES e lo ha trasferito all'JEM EF. L'esperimento SMILES è stato attivato dal Centro spaziale di Tsukuba.

#### 25 settembre
L'Exposed Pallet vuoto è stato sganciato dal JEM EF e riportato nel modulo non pressurizzato ULC della navetta. Anche in questo caso è stato utilizzato il JEM RMS per agganciare l'EP e passarlo all'SSRMS che lo ha riposto nell'ULC.

#### 30 ottobre
L'equipaggio della stazione ha terminato di riempire il vano pressurizzato con i rifiuti e alle 02:00 ha chiuso i portelli tra l'HTV e la stazione. Alle 00:00, tramite il braccio robotico, è stato effettuato l'unberthing della dal modulo Harmony.

#### 31 ottobre

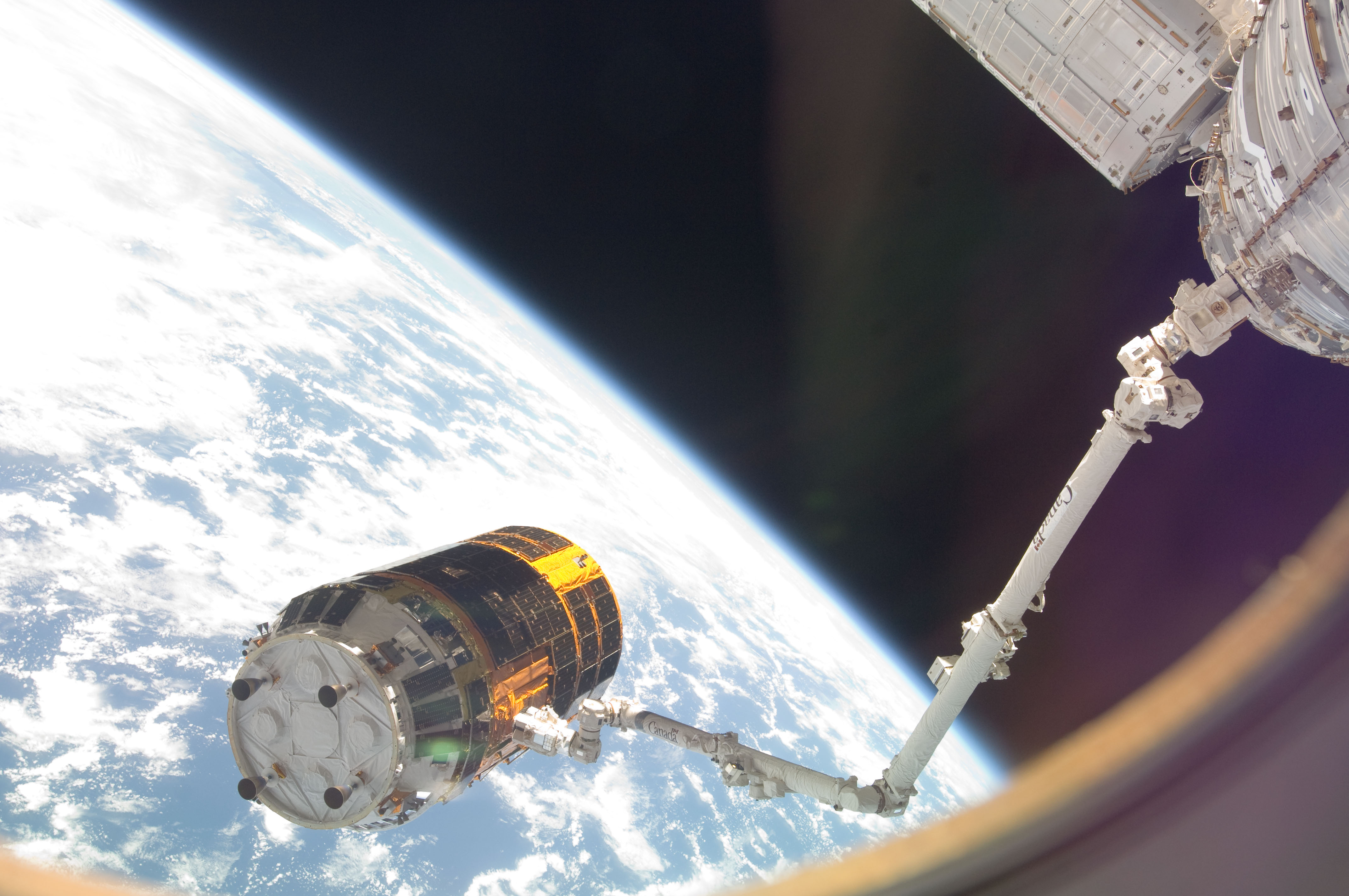
La navetta viene portata tramite il braccio robotico della stazione nel punto di unberthing

L'HTV è stato portato sul release point, la posizione in cui la navetta viene liberata dal braccio robotico ed è libera di iniziare le manovre per il rientro a Terra. Il release point si trova ad una distanza di 12 metri dalla stazione.

#### 2 novembre (rientro)
Nel 54º giorno di missione, l'HTV ha effettuato le tre manovre necessarie per uscire dall'orbita e rientrare nell'atmosfera terrestre. Il 2 novembre, alle 06:26, la navetta ha iniziato il rientro dell'atmosfera, che ha causato la sua distruzione e ha segnato il termine della missione. Il rientro è stato calcolato in modo che eventuali frammenti rimasti intatti precipitassero su un luogo predefinito dell'oceano Pacifico.